# Onthophagus fissiceps
Onthophagus fissiceps är en skalbaggsart som beskrevs av Macleay 1888. Onthophagus fissiceps ingår i släktet Onthophagus och familjen bladhorningar. Inga underarter finns listade i Catalogue of Life.